# Lindhardt og Ringhof
Lindhardt og Ringhof er et stort internationalt forlagshus med tilhørende datterforlag – bl.a. Carlsen, Alinea, Akademisk Forlag, Alfabeta forlag og SAGA - med hovedsæde i København og afdelinger i Warszawa, Helsinki og Freiburg. Forlagshuset har omkring 400 ansatte og udgiver bøger på mere end 30 sprog over det meste af verden.

## Historie
Forlaget blev grundlagt i 1971 af Otto B. Lindhardt og Gert Ringhof, der havde forladt Gyldendal. Den første bog, Derfor Strejker vi, udkom samme år.
I 1979 introducerede forlaget konceptet "Månedens Tilbud hos Boghandleren". Ideen var at lave en kombination af billigbogskonceptet og bogklubideen. I 1990 blev forlaget opkøbt af Bonniers Bøger A/S, der i 2007 solgte alle sine danske forlagsaktiviteter til Egmontforlaget Aschehoug. Det nye storforlag fik navnet Lindhardt og Ringhof. I 2011 overtog Lars Boesgaard direktørstolen. Han kom fra et job som direktør i Gyldendal.
Lindhardt og Ringhof er siden 2011 blevet Danmarks største lydbogsforlag under imprintet SAGA, der udgiver både danske og udenlandske lydbøger og e-bøger.
Lindhardt og Ringhof udgiver bl.a. danske forfattere som Leif Davidsen, Merete Pryds Helle, Maren Uthaug, Michael Katz Krefeld, Jørn Riel, Claus Meyer, Knud Romer, Thomas Korsgaard, Niels Krause-Kjær og Anne-Cathrine Rietnitzsky. Forlaget er også stærkt på den oversatte litteratur, både fagbøger og skønlitteratur af forfattere som Karl Ove Knausgård, Herbjørg Wassmo, Donna Tartt, Siri Hustvedt, Paul Auster, John Irving, Danielle Steel, Wilbur Smith, Antony Beevor, Jamie Oliver samt Michelle og Barack Obama.